# Franz Huber (Politiker, 1875)
 Franz Huber (* 20. März 1875 in Grieskirchen, Oberösterreich; † 13. November 1940 ebenda) war ein österreichischer Landwirt und Politiker (CS).
Franz Huber war beruflich als Landwirt in Moosham bei Grieskirchen tätig. Zwischen 1931 und 1934 Landtagsabgeordneter vertrat er die Christlichsoziale Partei im oberösterreichischen Landtag. Er war auch Bezirksbauernobmann und Mitglied des Bezirksschulrates.